# El Guacamayo
El Guacamayo è un comune della Colombia facente parte del dipartimento di Santander.
L'abitato venne fondato da Juan Bautista Soleri nel 1927, mentre l'istituzione del comune è del 15 dicembre 1956.